# 大叶母草
大叶母草（学名：Lindernia megaphylla）为玄参科母草属下的一个种。

## 扩展阅读
- 維基物種上的相關：大叶母草